# 上江橋
上江橋（かみごうはし）は、埼玉県川越市とさいたま市西区に架かり、荒川と入間川を渡る国道16号の密接する2本の道路橋。外回り（春日部方面行き）車線が1977年竣工の橋、内回り（川越方面行き）車線が1997年竣工の橋である。「かみえばし」と読むのは誤りである。

## 概要
上江橋は、荒川の河口から45.2 kmの地点に所在し、国道16号の川越バイパス方面から進むと、まず入間川を、次いで川越市大字古谷上となる背割堤を跨ぎ、最後に荒川を一気に越える橋梁である。荒川対岸も川越市大字古谷上であるがさらに進んで滝沼川を跨ぐと、さいたま市西区大字西遊馬に入り、西大宮バイパス起点と指扇駅方面への埼玉県道2号さいたま春日部線（国道16号の旧道）との分岐点となる宝来ICに至る。橋長1,609.9メートル、総幅員11.9メートル、有効幅員10.5メートル（車道8.0メートル、歩道2.5メートル）最大支間長83.0メートルの鋼連続箱桁橋である。また、埼玉県の第一次特定緊急輸送道路に指定されている。西武バスの大22系統（大宮駅-川越グリーンパーク）路線の路線バスの走行経路である。また、さいたま百景や川越百景にも指定され、下流側の歩道には荒川の景観を眺められるよう、展望デッキも随所に設けられている。また、特定非営利活動法人シビルまちづくりステーション（旧称ITステーション市民と建設）による「関東地域の橋百選」に選出されている。現在の橋の名前の由来については所管が日本道路公団から大宮国道事務所に移ったこともあって、旧橋から継承されたものなのかよく判っていない。
上江橋は一般国道で河川に架かる橋梁としては、日本最長で全長1,609.9メートル（1997年の橋）である。それまでは富士川に架かる新富士川橋（全長1523.2メートル）が日本最長の橋であった。

## 歴史

### 1894年の橋

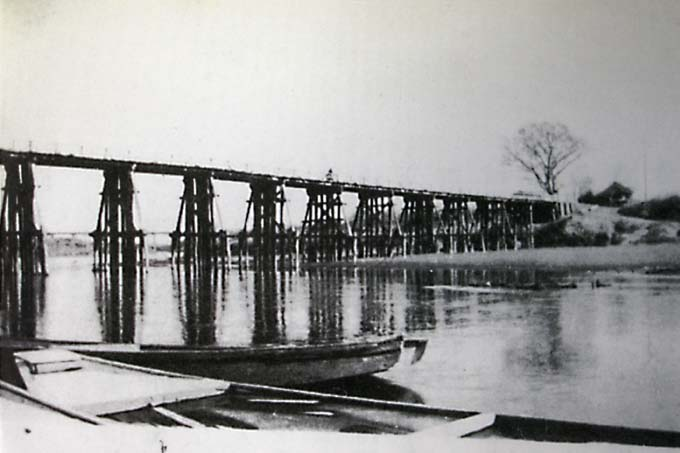
初代上江橋（1906年）

1894年（明治27年）12月に木造の初代上江橋が、大宮と川越を結ぶ「川越新道」が整備された際に、地元住民の請願により木造冠水橋（かんすいきょう）として架設された。架橋された場所は現在の場所とは異なり、荒川の旧河道上に架設（現在の川越市古谷上に所在する川越市立古谷小学校付近）された。橋長62間（約112.7メートル）、幅員2間（約3.6メートル）。名前の由来は橋の所在地である大字古谷上の異名である「上郷」から取り「上江橋」と命名された。この橋は洪水時の際に流水抵抗を軽減すべく、橋の天板を取り外しできる構造になっており、この天板を外す際の槌音が住民に洪水が近いことを告げる合図にもなっていたという。また通行料を徴収している時期もあった。現在は「江遠島上江橋」と名を変え、コンクリート橋として現存している。

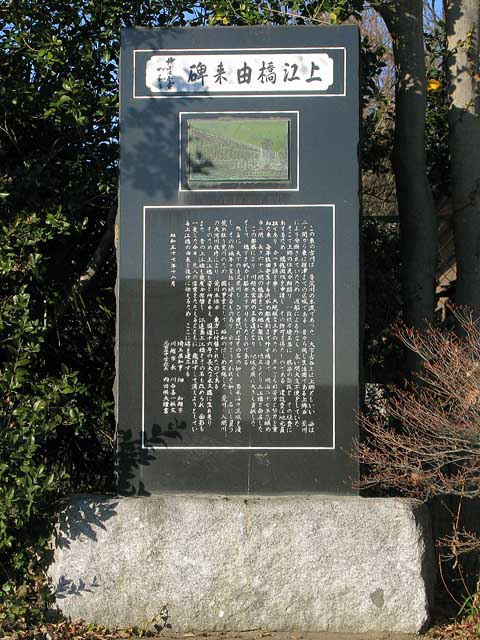
上江橋由来碑。初代上江橋が描かれたレリーフが設置されている。

1982年（昭和57年）12月、江遠島上江橋の袂に初代上江橋の記念碑（上江橋由来碑）が設立された。

### 昭和初期の橋

開通間もない頃の旧上江橋。
昭和初期に架け代えられた冠水橋が見える。

1920年（大正9年）より開始された荒川の河川改修の一環で、昭和初期に荒川と入間川が現在の位置を通るようになり、東西に直線的だった「川越新道」が堤防と背割堤が設けられたことによりカーブが連続する取り付け道路となり、いつから架けられていたかは定かではないが、上述とは別の場所で、現在の橋の上流側となる荒川と入間川の新河道上にそれぞれ木製の冠水橋が架けられている時期があった。この冠水橋は荒川の方は1957年の永久橋が開通した際に、入間川の方も1964年から1969年にかけての間に撤去されている。取り付け道路はゴルフ場となった区間を除き両岸とも河川敷に降りる道路として現存している。なお、埼玉県が運営する『彩の国デジタルアーカイブ』に収録されている映像コンテンツの「埼玉ニュースNo.57-2 県下初の有料橋 ―大宮・川越―」の冒頭に、この入間川上の冠水橋が、施工中の旧上江橋と共に映されている。

### 1957年の橋
冠水橋は出水時に最長1か月もの間交通が途絶えるなど支障を来たしたことから、大宮と川越という主要都市を結ぶ最短ルートとして永久橋への架け代えが埼玉県を中心として進められた。1936年（昭和11年）4月に県が工費49万7000円3か年計画で着工、下部工の工事は三上工務所が担当し、当年中に橋脚11基、1937年（昭和12年）に同2基、1938年（昭和13年）に同2基と橋台3基が完成したが日中戦争の勃発により物資が欠乏し、太平洋戦争により1945年（昭和20年）3月に工事が中断し、完成した橋脚が長期にわたって放置されたままとなっていた。
戦後になって1951年（昭和26年）9月22日川越市長を会長、大宮市長を副会長として周辺自治体による「上江橋建設促進期成同盟」を結成して県と共に日本国政府に陳情を行ったところ、国の公共事業費から1億5000万円3ヶ年計画をもって架橋される事となった。翌1952年（昭和27年）には県の特定道路整備事業特別会計が制定され、当初の工費49万7000円が戦争で工事が中断していた間にインフレーションで建設費が高騰し、工費2億2200万円をもって工事を再開した。工事は鋼トラス桁は松尾橋梁、コンクリート桁および取り付け道路は鉄道工業、下部工は引き続き三上工務所が担当した。戦前に建設された橋脚は上部を延伸して使用することとなった。
1956年（昭和31年）4月16日に日本道路公団が設立されるとともに、同年9月1日に県から工事を引き継ぎ、工費3000万円を追加し、最終的には2億5200万円をもって取り付け道路の舗装作業がまだ残っていたが、1957年（昭和32年）3月5日に橋は完成し、春雪が降りしきる中で開通式が挙行された。

トラス橋の旧上江橋（1957年）

上江橋側道橋の架設工事（1967年）

1957年に供用が開始された旧上江橋は日本道路公団が埼玉県で初めて供用した有料橋（有料道路）であり、橋長865.6メートル（背割堤14メートルを含む）、全幅員6.5メートル、有効幅員6.0メートル、橋台・橋脚38基、河道流心部の位置において垂直材付きの鋼単純下路式曲弦ワーレントラス構造を持つRC（鉄筋コンクリート）ゲルバー橋だった。橋脚の基礎工は井筒基礎である。親柱には背の高い橋灯が設置されていた。
また橋の両側は築堤に接続され、取り付け道路がその天端を通っていた。取り付け道路は川越側（右岸）の延長が1423メートル、大宮側（左岸）の延長が1106メートルあり、幅員は8.2メートルであった。料金所は旧大宮市側の橋詰（西遊馬地区）に存在した。通行料は8日より徴収開始され、バイクは10円、軽自動車は20円、小型自動車は60円、普通乗用車は100円、普通貨物自動車は120円、定期バスは170円（その他のバスは200円）、特殊自動車は200円であった。
なお、歩行者や自転車、リヤカー、牛・馬車などの軽車両は無料である。償還は当初は1972年頃を予定していたが、予定より早く1967年中に償還完了見込みとなったものの、歩道が設けられていなかったため、無料化を約1年延期し、1968年（昭和43年）3月にすぐ下流側に歩行者専用の側道橋を架橋し、歩行者・自転車はここを通行するようになった。側道橋の橋長は865.6メートル、幅員は3.0メートルであった。
側道橋償還後、1968年（昭和43年）6月1日より無料化された。開通当時は交通量は少なく1日平均で200台程度で、特に日曜日などは10分に1台程度しかなかったが、1965年（昭和40年）を過ぎた頃から交通量が激増したことから幅員が狭小だった旧橋では限界となり、車両の大型化や増加する交通量に対処するため、新たに橋梁を増設することになった。

### 1977年・1997年の橋
建設省関東地方建設局(現国土交通省関東地方整備局)が事業主体となり、総工費45億円を投じて1972年（昭和47年）10月1日着工（第1期工事）され、旧上江橋完成20年後となる1977年（昭和52年）12月7日に新上江橋として100メートル上流側に暫定2車線で完成した。橋の施工は東京鐵骨橋梁、および松尾橋梁が行なった。
基礎工は、低水敷は洗掘を考慮するためニューマチックケーソンで、高水敷は鋼管杭基礎を使用している。橋長1,604.0メートル、幅員10.0メートル（内、歩道2.0メートル）、最大支間長83メートルの28径間の鋼連続箱桁橋（左岸側13径間は鋼連続鈑桁橋）である。上部工（橋桁）は3径間の連続箱や3径間および4径間の連続鈑桁を組み合わせている。この新上江橋は、4車線化した場合の外回り（春日部方面行き）車線として架橋され、開通後は春日部方面への一方通行路として使用し、新橋が完成しても旧橋の使用は継続された。また、右岸側は同時期に竣工した長さ308.6メートルの古谷高架橋（外回り）に接続された。
1982年（昭和57年）に旧橋の調査が行われたところ、床板や橋桁の損傷が判明。このため旧橋を川越方面への一方通行とした上で重量制限を行う一方で、1987年（昭和62年）より第2期工事を着工、1997年（平成9年）8月20日。西大宮バイパス建設に併せて新上江橋の下流側に内回り（川越方面行き）車線が架橋され4車線化が完工、合わせて右岸側のアプローチ区間である長さ210.0メートルの古谷高架橋（内回り）が架橋され、旧上江橋から付け替えられた。現在はこの新上江橋を上江橋と呼ぶ。

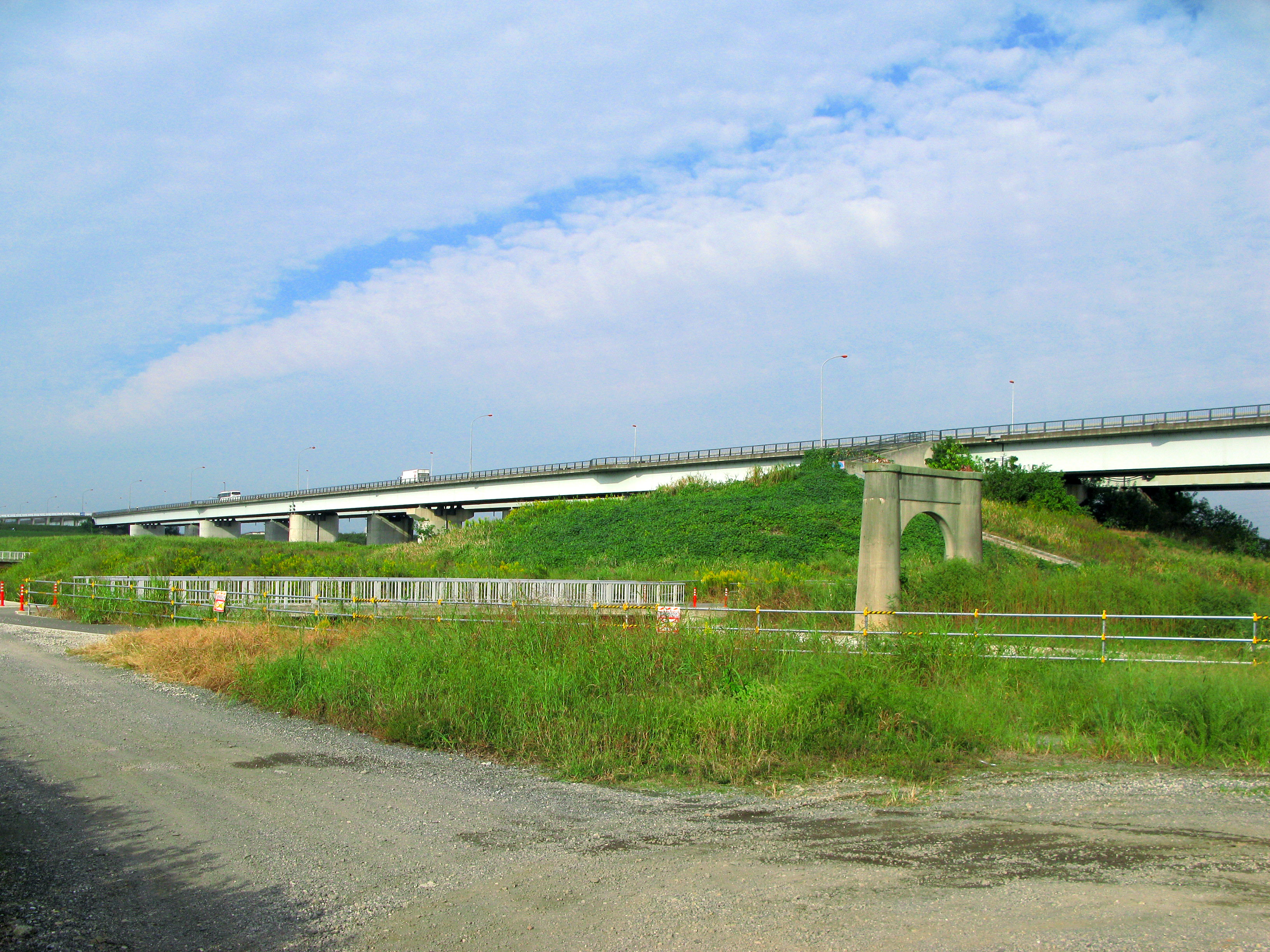
左岸下流側。
旧橋の橋脚が保存されている。

旧橋は内回り車線が架橋された際に取り壊されたが、遺構として橋脚1基（P7：さいたま市側より7番目の橋脚）が川越市の「暮らしの遺産」として保存されている。また旧橋の両側の取り付け道路の築堤も残されている。

## 周辺
橋がかかる川越市大字古谷上は、荒川と入間川の合流点であり広大な河川敷で、川越グリーンクロス、大宮国際カントリークラブなどが広がっている。橋の上流側にはさいたま市の町丁の飛地が多数あり、下流側は水田などの農地も点在している。近年までは下流側で左岸側の河川区域内には小規模な集落もあった。橋の右岸上流側の袂に「荒川上流部改修記念碑」が設置されている。
- 上江橋ゴルフ練習場
- 指扇駅
- 指扇病院
- 上江橋緑地
- 江遠島緑地 - 荒川の旧流路
- 川越市立古谷小学校
- 古谷自動車教習所
- 川越グリーンパーク
- 本郷裏停留所

## その他
- 上江橋は埼玉県のぐるっと埼玉サイクルネットワーク構想に基づき策定された「自転車みどころスポットを巡るルート」の「自転車道体験ルート」や[45]、「三大河川巡りでぐるり埼玉づくしルート」の経路に指定されている[46]。

## 風景

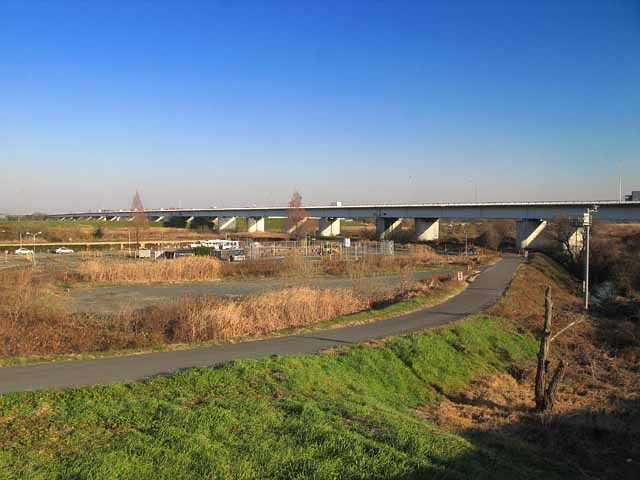
右岸上流側。手前の道は冠水橋に続いていた取り付け道路。
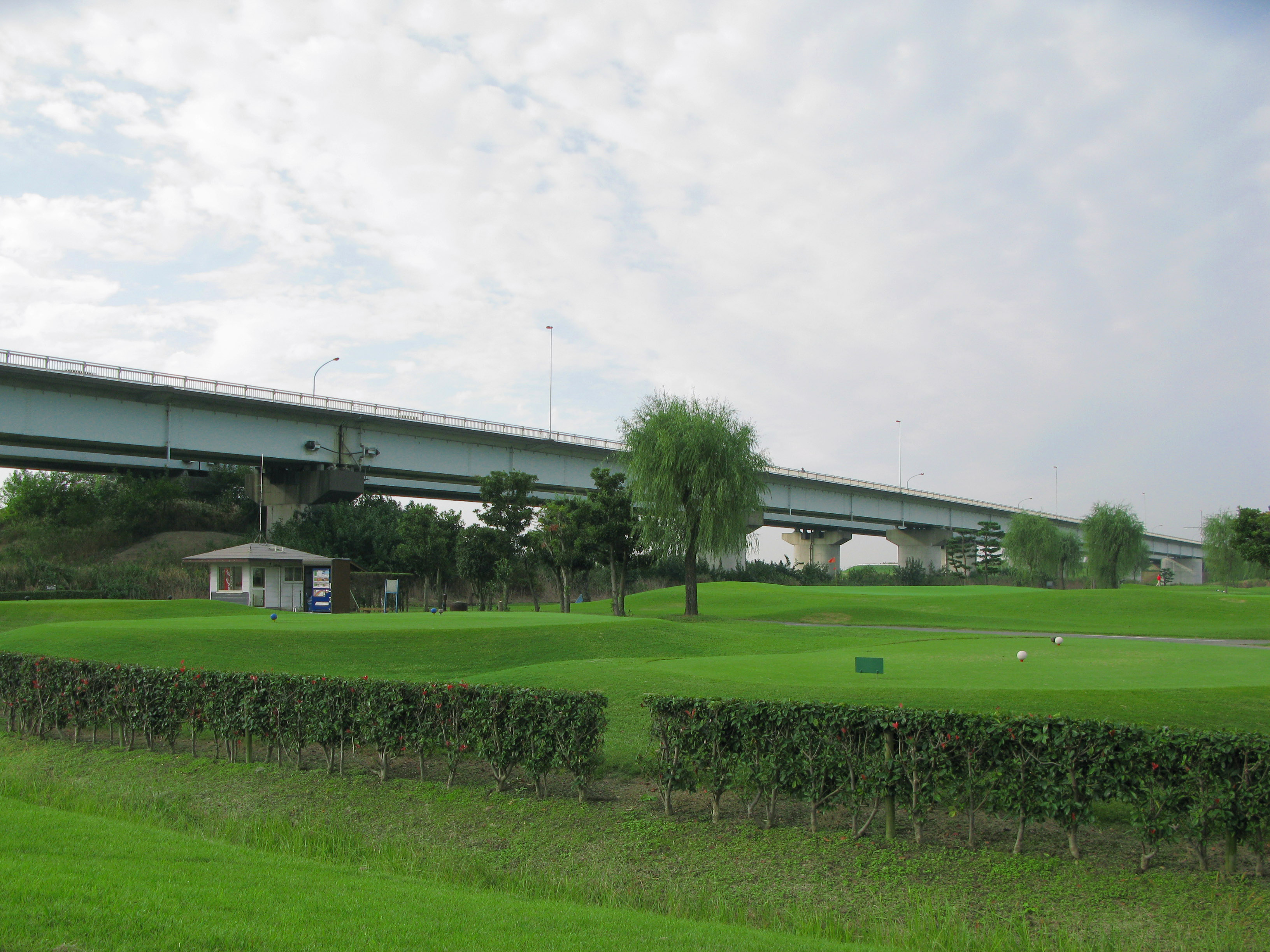
左岸上流側。 手前は大宮国際カントリークラブ。
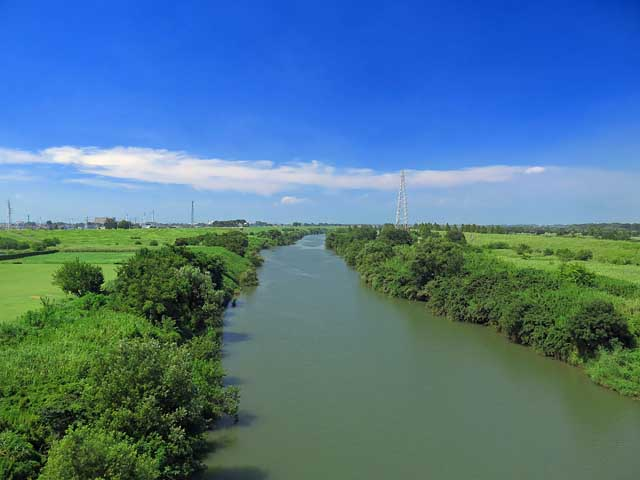
上江橋より望む入間川。
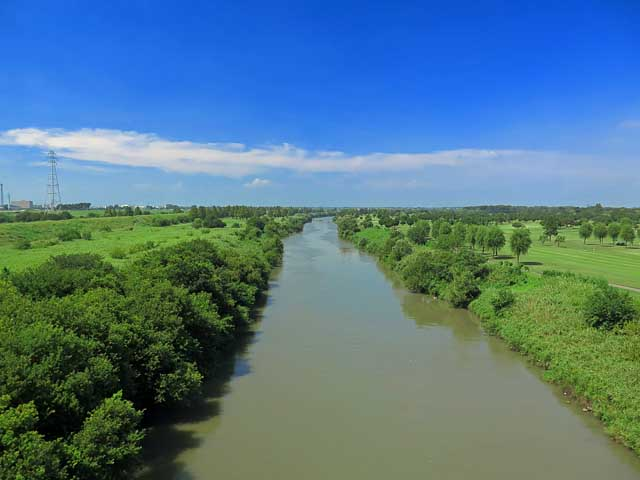
上江橋より望む荒川。
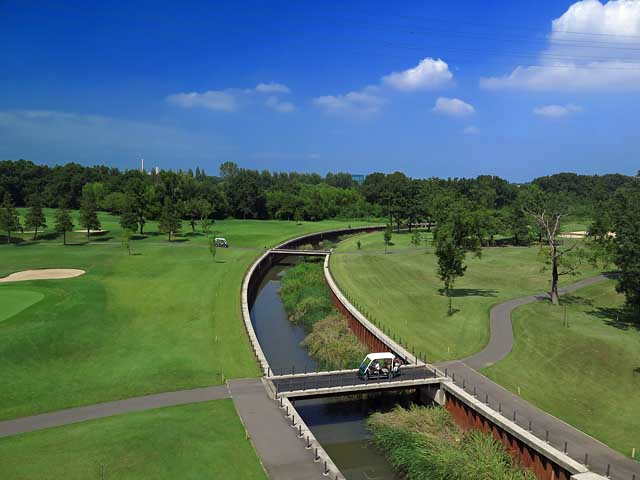
上江橋より望む滝沼川。

## 隣の橋
- 荒川

（上流） - 西野橋 - 開平橋 - 上江橋 - 荒川橋梁 - 治水橋 - （下流）
- 入間川

（上流） - 出丸橋 - 入間大橋 - 上江橋 - 荒川に合流 - （下流）